# Roentgen-Museum Neuwied
Das Roentgen-Museum in Neuwied ist ein Museum für Wohnkultur. Träger des Museums ist der Landkreis Neuwied. Benannt ist das Museum nach den Neuwieder Möbelschreinern Abraham Roentgen und David Roentgen.

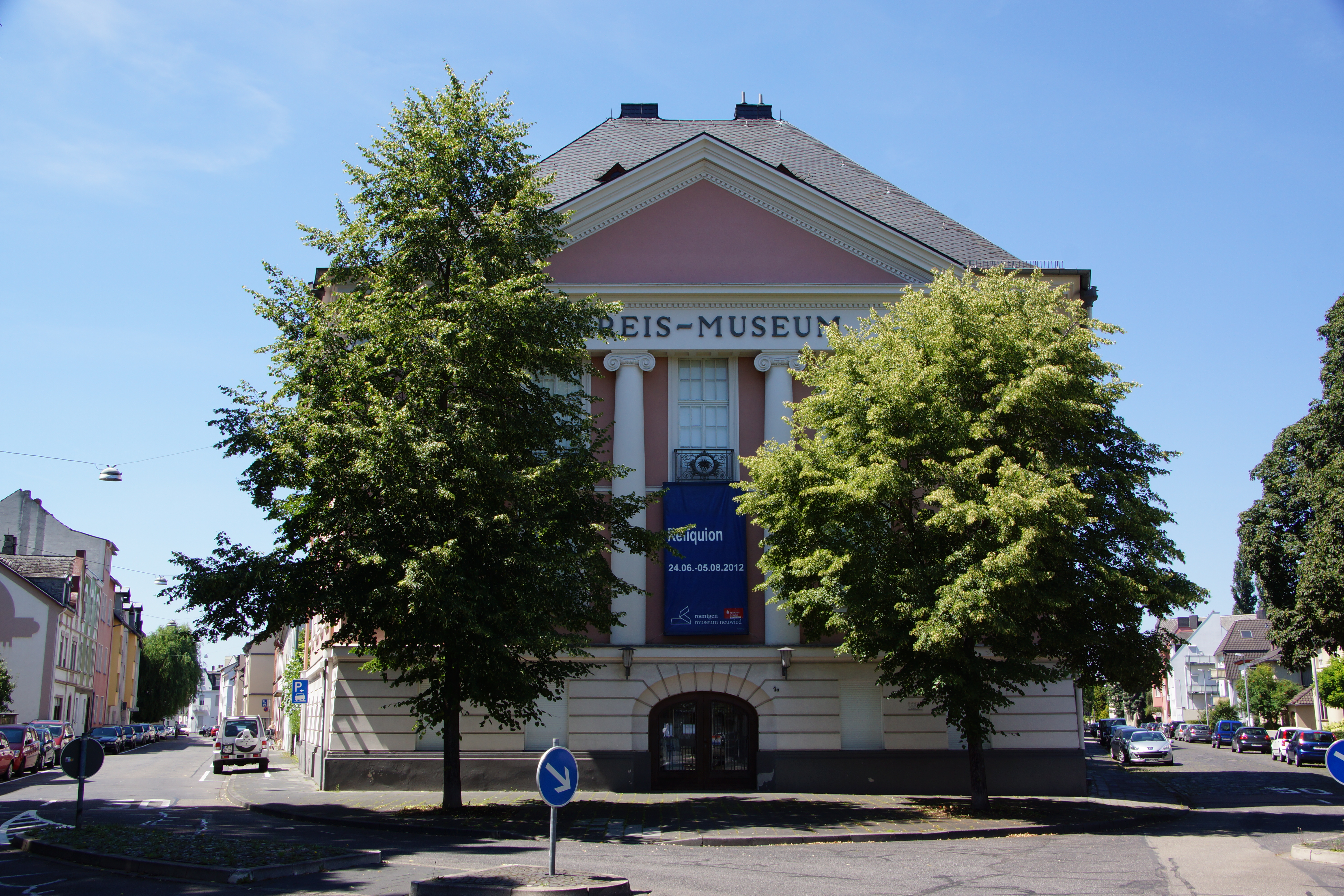
Roentgen-Museum Neuwied, 2012

## Geschichte
Das Roentgen-Museum Neuwied wurde 1928 als Kreismuseum eröffnet. Es ist somit das älteste Museum im Landkreis Neuwied sowie eines der ältesten am Mittelrhein.
Der ursprünglich archäologische Schwerpunkt der Sammlung entwickelte sich immer mehr in den Bereich der Wohnkultur, insbesondere der höfischen Wohnkultur des 18. Jahrhunderts mit den Möbeln von Abraham Roentgen und David Roentgen sowie den Uhren von Christian und Peter Kinzing. Seit 2007 trägt das Museum den Namen dieser Möbelkünstler.

## Gebäude
Das Museumsgebäude im sogenannten „Heimatstil“ mit klassizistischen und barocken Formen entstand 1926–1928 nach Plänen der Kölner Architekten Mattar und Scheler. Schon von Anfang an als Museum konzipiert, hat es sich bis heute weitestgehend so erhalten und steht unter Denkmalschutz.
Das Gebäude ist aus vier Etagen aufgebaut und beinhalten Ausstellungsräume von insgesamt rund 800 m². Darüber hinaus schließt sich an das Gebäude ein Museumsgarten mit altem Baumbestand und Ausstellungsobjekten aus Stein (Grab-, Grenz- und Merksteine) an.

## Roentgen- und Kinzing-Sammlung
Abraham Roentgen und sein Sohn David Roentgen belieferten mit ihren Luxusmöbeln, den „Neuwieder Möbeln“, die europäischen Fürstenhöfe zwischen Paris und St. Petersburg. Zu ihren Kunden zählten die russische Zarin Katharina die Große, die Könige Ludwig XVI. von Frankreich und Friedrich Wilhelm II. von Preußen und auch Goethes‘ Vater.
Ausgestellt sind zahlreiche Sekretäre, Verwandlungstische, Kommoden, Stühle, Schatullen und Uhren, versehen mit Einlegearbeiten und vergoldetem Bronzedekor, welche die Neuwieder Produktion repräsentieren.
Zentrales Ausstellungsstück ist die „Apollouhr“, eine Musikuhr David Roentgens, die er zusammen mit dem Neuwieder Uhrmacher Peter Kinzing angefertigt und an den russischen Zarenhof geliefert hat.
Porträts der Grafen und Fürsten zu Wied im 17. und 18. Jahrhundert sowie Ansichten und Pläne der Stadt Neuwied dokumentieren die Gründung und frühe Entwicklung der barocken Residenzstadt Neuwied. Die religiöse Toleranz des Landesherrn Graf Friedrich Alexander zu Wied ermöglichte den Zuzug der Herrnhuter Brüdergemeine, einer evangelischen Religionsgemeinschaft, der auch Abraham Roentgen angehörte.

## Friedrich Wilhelm Raiffeisen
Teil der Ausstellung ist das Leben und Wirken Friedrich Wilhelm Raiffeisens, auf den die heutigen Raiffeisen-Genossenschaften und Raiffeisen-Banken zurückgehen. 1852 wurde Friedrich Wilhelm Raiffeisen (1818–1888) Bürgermeister in Neuwied-Heddesdorf. Die Not der Bevölkerung im Westerwald veranlasste ihn, als Hilfe zur Selbsthilfe verschiedene Vereine und Genossenschaften zu gründen. Aus der Idee Raiffeisens, entwickelte sich eine internationale Organisation.
Die mit Möbeln und Hausrat aus der Zeit Raiffeisens eingerichteten Westerwaldstuben bilden eine wichtige Ergänzung zum sozialgeschichtlichen Umfeld des Genossenschaftsgründers, da sie das Leben der „einfachen“ Leute abbilden.

## Sonderausstellungen/Veranstaltungen
Mehrmals im Jahr finden im ersten Obergeschoss des Museums Sonderausstellungen zu den Themenbereichen Wohnkultur und Bildende Kunst statt. Neben Schmuck-, Porzellan- und Möbeldesign aus verschiedenen Zeitepochen konnten auch Werke von Künstlern wie Wolfgang Mattheuer, Werner Tübke, K. O. Götz und Rissa präsentiert werden.

## Museumsleitung
- 1928–1937 Hugo Eich
- 1937–1938 R. H. Wagner
- 1938–1961 Jakob Schütz
- 1961–1964 Helmut Rams
- 1964–1997 Rosemarie Schütz
- 1997–2023 Bernd Willscheid
- 2024–aktuell Jennifer Stein